# Peachy!
『Peachy!』（ピーチィー）は、麻倉ももの1枚目のオリジナル・アルバム。2018年10月3日にMusicRay'nから発売された。

## 制作・音楽性
本作はこれまでリリースされた4枚のシングルの「前向きで幸せを分かち合う」コンセプトを継承して制作された。
麻倉が少女漫画の世界観を好んでいることから、恋の曲が多いラインナップとなっている。
タイトル「Peachy!」は英語の口語で「最高」という意味。声優アニメディアにて連載している「くだもも辞典」第1回で着用していた衣装から着想を得たという。
1曲目「Good Job!」は本アルバムの表題曲で、ミュージック・ビデオが制作された。前向きにすべてを肯定する感じが素敵と麻倉は語っている。
3曲目「Run for you」は"THE 青春"というイメージの曲。自身に共感できる実体験があることを語っている。
4曲目「トラベリータイム」はアルバムの新曲の中で最初に録った曲で、「一人旅に行きたい」という自身の希望をもとに制作された。
6曲目「ずっと君のことが好きなんです。」について、麻倉は真っ直ぐな恋の歌として評している。

## リリース
2018年10月3日にMusicRay'nから発売された。DVD付完全生産限定盤、Blu-ray付初回生産限定盤、通常盤の3形態で販売され、完全生産限定盤および初回生産限定盤には共通でリード曲「Good Job!」のミュージック・ビデオが収録された。また、DVD付完全生産限定盤にはソロデビューからの軌跡を追ったミニヒストリーおよびミニ歌番組が収録されたほか、レコード盤をイメージした着せ替えジャケットが収録曲分封入されている。

## 収録内容

### 収録曲
☆は、アルバム新曲。
| #         | タイトル                              | 作詞       | 作曲       | 編曲       | 時間  |
| --------- | ------------------------------------- | ---------- | ---------- | ---------- | ----- |
| 1.        | 「Good Job!」(☆)                      | 谷口尚久   | 大塚英光   | 森慎太郎   | 4:32  |
| 2.        | 「明日は君と。」                      | HoneyWorks | HoneyWorks | HoneyWorks | 4:36  |
| 3.        | 「Run for you」(☆)                    | Mahiro     | 山田祐輔   | 山田祐輔   | 4:09  |
| 4.        | 「トラベリータイム」(☆)               | 近藤ひさし | 楠野功太郎 | 楠野功太郎 | 3:12  |
| 5.        | 「恋のプレリュード」(☆)               | TSUKASA    | TSUKASA    | TSUKASA    | 4:29  |
| 6.        | 「ずっと君のことが好きなんです。」(☆) | 中村瑛彦   | 中村瑛彦   | 中村瑛彦   | 4:25  |
| 7.        | 「花に赤い糸」                        | HoneyWorks | HoneyWorks | HoneyWorks | 4:14  |
| 8.        | 「パンプキン・ミート・パイ」          | 近藤ひさし | 近藤ひさし | Ikoman     | 4:06  |
| 9.        | 「トクベツいちばん!!」                | 谷口尚久   | KOUGA      | KOUGA      | 3:45  |
| 10.       | 「Fanfare!!」(☆)                      | TOMO       | 野村勇輔   | 野村勇輔   | 4:05  |
| 11.       | 「No Distance」                       | 高島鉄平   | 5u5h1      | 5u5h1      | 4:27  |
| 12.       | 「星空を想えば」(☆)                   | Mahiro     | 草野将史   | 草野将史   | 4:58  |
| 13.       | 「カラフル」                          | 谷口尚久   | 谷口尚久   | 谷口尚久   | 4:58  |
| 合計時間: | 合計時間:                             | 合計時間:  | 合計時間:  | 合計時間:  | 55:04 |

### 特典映像

#### 完全生産限定盤DVD
| #  | タイトル                  | 作詞 | 作曲・編曲 |
| -- | ------------------------- | ---- | ---------- |
| 1. | 「Good Job! Music Video」 |      |            |
| 2. | 「ミニヒストリー」        |      |            |
| 3. | 「ミニ歌番組」            |      |            |

#### 初回生産限定盤Blu-ray
| #  | タイトル                  | 作詞 | 作曲・編曲 |
| -- | ------------------------- | ---- | ---------- |
| 1. | 「Good Job! Music Video」 |      |            |